# Cyanocompsa brissonii
La reinamora grande (Cyanocompsa brissonii), también denominada picogrueso de Brisson, picogordo guaro y azulón, es una especie de ave paseriforme de la familia Cardinalidae propia de América del Sur.

## Caracterización
Mide aproximadamente 15 cm de longitud. El macho posee plumaje totalmente azul-oscuro en estado adulto, con la frente  y coberturas superiores de las alas azules-brillantes. Las hembras y los inmaduros son marrones-pardos.
Esta ave es territorial, no siendo posible verla en bandos. Cuando se ve un ejemplar en una cierta localización, solo será posible encontrar otro a una cierta distancia. Si un macho invade el territorio de otro, con certeza habrá un conflicto con cierta violencia.

## Distribución y hábitat
Se puede encontrar en la orilla de pantanos, bosques secundarios y plantaciones, del Nordeste y centro de Brasil, así como en Bolivia, Paraguay y Argentina Uruguay y también en el norte de Venezuela y Colombia. Existen algunas diferencias entre subespecies de regiones diferentes.

## Alimentación
Su alimentación es muy variada, sobre todo a base de semillas, frutas e insectos.

## Reproducción
Se reproduce entre septiembre y febrero, construye su nido no muy lejos del suelo y cada nidada generalmente tiene entre 2 y 3 huevos. Los polluelos nacen entre 13 y 15 días después de que la hembra pone los huevos.